# Dicranomyia (Dicranomyia) kurnai
Dicranomyia (Dicranomyia) kurnai is een tweevleugelige uit de familie steltmuggen (Limoniidae). De soort komt voor in het Australaziatisch gebied.